# BBC Worldwide
BBC Worldwide er den kommercielle del af Storbritanniens statsejede public service kanal BBC. Kanalen ejer dels kanaler under eget brand som BBC Ent. m.fl. samt dele af kanaler som Animal Planet.